# Hypogrammodes
Hypogrammodes is een geslacht van vlinders van de familie spinneruilen (Erebidae), uit de onderfamilie Catocalinae.

## Soorten
- H. aeolia Druce, 1890
- H. balma Guenée, 1852
- H. confusa Butler, 1878
- H. feronia Felder, 1874
- H. glaucoides Schaus, 1906
- H. micropis Hampson, 1913
- H. ocellata Maassen, 1890
- H. subocellata Schaus, 1906